# Крест Воинской доблести (Франция)
Крест Воинской доблести (также крест «За воинскую доблесть»; фр. Croix de la Valeur militaire) — французский знак отличия, вручаемый за отличия в боевой обстановке, совершённые во время миротворческих миссий и операций безопасности и поддержания порядка за пределами Франции, а также во время специальных миссий по защите государственной власти, разведывательных миссий и операций по освобождению заложников.

## История
В ходе Алжирской войны к 1956 году перед французским военным руководством встал вопрос о вознаграждении французских военнослужащих, отличившихся во время боевых действий. Присуждать Военные кресты не позволял их статут, так как официально ситуация в Алжире считалась не военными действиями, а операцией безопасности и поддержания правопорядка. 11 апреля 1956 года для этих целей была учреждена медаль Воинской доблести (фр. médaille de la Valeur militaire). В том же году государственный секретарь Сухопутных войск предложил повысить статус новой награды до уровня, аналогичного Военному кресту, что и было утверждено декретом от 12 октября 1956 года — медаль Воинской доблести была переименована в крест Воинской доблести, с изменением внешнего вида знака отличия.
До 2011 года крест Воинской доблести являлся исключительно индивидуальной наградой. Декретом от 9 ноября 2011 года введено награждение воинских частей, а также узаконено награждение иностранцев.
28 ноября 2011 года учреждён фуражёр цветов ленты креста Воинской доблести, присваиваемый для ношения военнослужащими тех частей, которые не менее двух раз отмечены крестом Воинской доблести в приказах по армии (с пальмовой ветвью).

## Условия награждения
Крест Воинской доблести является наградой для военнослужащих и, в исключительном порядке, гражданских лиц, а также для воинских частей, за героические поступки в боевой обстановке во время внешних миссий и операций по поддержанию безопасности населения и наведению правопорядка, в том числе миротворческих миссий ООН и операций НАТО. Период времени и территории, на которых может присуждаться крест, объявляются приказами министра обороны. В зависимости от значимости совершённых действий, приказ с описанием подвига, дающий право на получение креста, объявляется на разном уровне военной власти. При этом на ленту креста крепится соответствующий отличительный знак:
бронзовая звезда — в случае приказа по полку или бригаде (плавединице, дивизиону, авиагруппе или эскадрилье подводных лодок в ВМФ, авиабригаде в ВВС);
серебряная звезда — в случае приказа по дивизии (эскадре, флотилии в ВМФ, авиадивизии в ВВС);
позолоченная звезда — в случае приказа по армейскому корпусу (флоту в ВМФ, авиакорпусу в ВВС);
бронзовая пальмовая ветвь — в случае приказа по армии (по флоту, по воздушной армии, по Национальной жандармерии);
серебряная пальмовая ветвь — заменяет собой пять бронзовых ветвей.
Приказы по армии отдаются только за подписью министра обороны, приказы других уровней подписываются министром обороны или начальником штаба Вооружённых сил. Приказы на награждения воинских частей и иностранцев подписываются только министром обороны. Если за один и тот же подвиг приказы отдаются сразу на нескольких уровнях, приказ высшего уровня аннулирует приказ низшего уровня.
В 2005 году в положение о награде были внесены некоторые изменения: крест теперь можно получить также за участие в специальных миссиях по защите государственной власти, разведывательных миссиях и операциях по освобождению заложников. В этих случаях приказ о награждении, независимо от уровня, может быть отдан в любое время и только за подписью министра обороны.
Допускаются посмертные награждения крестом Воинской доблести.
Лица, получившие во время операций ранения или увечья, повлёкшие инвалидность, и отмеченные за свои заслуги орденом Почётного легиона или Воинской медалью, одновременно с этим получают право на крест Воинской доблести с пальмовой ветвью.
Крест Воинской доблести вручается награждённому (или его наследникам) бесплатно, с приложением печатного диплома с выпиской из приказа о награждении, и носится сразу после Военного креста иностранных театров военных действий. В случае повторных награждений носится только один экземпляр креста, а на ленту крепятся дополнительные отличительные знаки (звёзды или ветви), указывающие на повторное награждение. Награждение приказом по армии даёт право на дополнительную надбавку к пенсии по национальным орденам и Воинской медали.
Крест Воинской доблести, вручаемый воинским частям, крепится к официальному символу части (знамя, штандарт и т.п.). Командиру части вручается приказ о награждении для хранения.
Награждённые крестом имеют право вступить в Национальную ассоциацию Военных крестов и креста Воинской доблести (фр. Association nationale des Croix de Guerre et de la Valeur militaire), основанную в 1919 году.

## Награждения
Крестом Воинской доблести отмечено несколько тысяч человек. Французские военнослужащие участвовали во многих операциях по наведению порядка и военных конфликтах второй половины XX и начала XXI века. Первые награждения крестом происходили за отличия в операциях по наведению порядка в Северной Африке (Тунис 1952—1956, Марокко 1953—1956, Алжир 1954—1962, Мавритания 1957—1960). Далее последовали многие операции и миссии: Чад (1968), Заир, Сомали, Руанда (1993), экс-Югославия (с 1992), Кот-д’Ивуар (2002—2007), Либерия (2003), Гаити (2004), Ливан (2005—2006) и другие.
Резкий рост награждений наблюдался в 2009—2010 году, что было связано с активными действиями в Афганистане. Так, если в 2007 году было 189 представлений к кресту, в 2008 — 558, то в 2009 — 1652, а в 2010 — 1755 представлений. В 2010 году было утверждено 1281 награждение крестом Воинской доблести.
11 ноября 2011 года, на Церемонии памяти о солдатах, погибших за Францию (фр. Cérémonie d’hommage aux soldats morts pour la France), президент Франции Николя Саркози произвёл первые коллективные награждения крестом Воинской доблести. Крестом с пальмовой ветвью были отмечены 12 воинских частей и соединений, отличившихся в операциях в Афганистане (операция «Памир», с 2001), Кот-д’Ивуаре (операция «Единорог», 2002—2007) и Ливии (операция «Харматан», 2011). Тогда же были подписаны приказы о награждении крестами Воинской доблести ещё 24 частей и учреждений, отличившихся в этих операциях.

## Внешний вид
Медаль (апрель — октябрь 1956)
Медаль бронзовая в форме диска диаметром 30 мм. На лицевой стороне профильное вправо, погрудное изображение Марианны в военном доспехе и каске с лавровым венком. По окружности надпись: «RÉPUBLIQUE FRANÇAISE». На оборотной стороне надпись в четыре строки: «MÉDAILLE / DE LA / VALEUR / MILITAIRE», окружённая венком из лавровых и дубовых ветвей. Медаль имеет ушко, через которое подвешивается к овальному лавровому венку. Через венок пропускается лента медали.
Крест
Знак бронзовый гладкий в форме равноконечного креста с расширяющимися плечами («пате»), наложенного на такой же крест с более короткими и широкими плечами. В центре лицевой стороны креста круглый медальон с широким ободком. В центре медальона профильное вправо изображение головы Марианны в лавровом венке. На ободке надпись: «RÉPUBLIQUE FRANÇAISE». На оборотной стороне креста в центре круглый медальон с узким ободком. В центре медальона надпись в четыре строки: «CROIX / DE LA / VALEUR / MILITAIRE» (первое и последнее слова исполнены по дуге). Вокруг медальона — лавровый венок, прерываемый плечами креста. Размер креста — 36×36 мм. В верхней части крест имеет ушко с кольцом, через которое пропускается лента креста.
Лента
Лента шириной 36 мм, алая с тремя белыми полосами: 7 мм по центру и по 2 мм по краям.